# Nils Enqvist
Nils Enqvist, född 22 maj 1961, är en svensk före detta travtränare som var verksam mellan 2003 och 2011. Han är mest känd för att ha tränat hästen Opal Viking, som sprang in 24 miljoner kronor under sin tävlingskarriär, och räknas som en av Sveriges bästa travhästar genom tiderna.

## Karriär
2003 ägde Enqvist 8 hästar, och köpte då ett stall och startade sin verksamhet som amatörtränare i Krokek utanför Norrköping. Bland hästarna i hans ägo var Golden Viking, Magic Viking och Opal Viking. Sommaren 2003 gjorde Opal Viking debut på hemmabanan Mantorptravet, och var då Sveriges genom tiderna snabbaste debutant. Under hans debutsäsong sprang han in över en miljon kronor.
Tillsammans med Opal Viking har han segrat i bland annat Breeders' Crown (2003), Big Noon-pokalen (2003), Ina Scots Ära (2004), Eskilstuna Fyraåringstest (2004), Solvalla Grand Prix (2004), Critérium Continental (2004), Prins Carl Philips Jubileumspokal (2005), Svenskt Mästerskap (2006), Gran Premio Palio Dei Comuni (2006, 2008, 2009), Finlandialoppet (2007), Gran Premio Freccia d'Europa (2007), Gran Premio Gaetano Turilli (2007), Graf Kalman Hunyady Memorial (2007, 2008), Grand Critérium de Vitesse (2008), Grand Prix du Sud-Ouest (2008) och Gran Premio delle Nazioni (2008, 2009). De kom även på andraplats i 2008 års upplaga av världens största travlopp Prix d'Amérique på Vincennesbanan i Paris.

## Dopingskandalen
Den 19 maj 2011 under ett oanmält besök av Svensk Travsport, framkom det att tre av Enqvists hästar, Freedom Viking, Thunderstormviking och Diamond Viking, testats positivt för doping. Två av hästarna hade den anabola steroiden stanozolol i kroppen (samma anabola steroid som Ben Johnson testat positivt för i samband med Olympiska sommarspelen 1988), medan den tredje hade det smärtstillande medlet metokarbamol. Även sprutor och kanyler hittades i soporna stallet. Enqvist hade fått tips av en utländsk veterinär att använda preparaten mot hästarnas knäproblem. Enqvist stängdes av från allt tävlande i väntan på dom, och fick även tillträdesförbund till samtliga svenska travbanor. Enqvist hade vid besöket 14 hästar i träning.
I slutet av augusti 2011 framkom det att hans stjärnhäst Opal Viking, som stod uppstallad som avelshingst i Italien, inte var dopad.
Den 2 december 2011 dömdes Enqvist av Svenska Travsportförbundets ansvarsnämnd till förlust av tränarlicens, totalt tillträdesförbud och förbud att tas upp i hästägarregistret för en period om åtta år, något som kunde ha blivit livstids avstängning. Straffet skärptes senare av Överdomstolen till 15 års avstängning, bland annat på grund av djurskyddsskäl.
Detta var första fallet av anabola steroider inom svensk travsport.